# Rhodobates cupulatus
Rhodobates cupulatus är en fjärilsart som beskrevs av Li och Xiao 2006. Rhodobates cupulatus ingår i släktet Rhodobates och familjen äkta malar. Inga underarter finns listade.